# Electric Lady Studios
Electric Lady Studios son unos estudios de grabación discográfica creados en 1970 por el guitarrista estadounidense Jimi Hendrix en Greenwich Village (Nueva York). Aunque su fundador apenas los pudo usar, debido a su prematura muerte, los estudios han acogido las sesiones de grabación y mezclas de numerosos artistas relevantes.

## Historia
El lugar había albergado hasta 1967 un conocido club neoyorquino llamado The Generation. En 1968, Jimi Hendrix y su mánager Michael Jeffery habían comprado el local con la idea inicial de volver a abrir el club, aunque finalmente la idea fue desechada, ya que pensaron que el lugar podría servirles como estudio de grabación. El alquiler de los estudios para las largas sesiones de grabación del álbum Electric Ladyland era astronómico, y Hendrix estaba constantemente en busca de un entorno de trabajo que le resultara más cómodo y económico.
La construcción de los estudios costó, sin embargo, el doble de tiempo y presupuesto del que se había previsto. Los permisos se retrasaron, hubo inundaciones y se encontraron con un río subterráneo que hubo que drenar. El local fue diseñado por el arquitecto y especialista en acústica John Storyk, el estudio fue hecho específicamente para Hendrix, con ventanas redondas y un mecanismo capaz de generar iluminación ambiental multicolor. El artista Lance Jost decoró el estudio con motivos psicodélicos para crear un ambiente relajante que fomentara la creatividad del guitarrista.
Hendrix paso tan sólo cuatro semanas grabando en los nuevos estudios, la mayoría de las cuales con las fases finales de la construcción en curso. Estas grabaciones fueron publicadas posteriormente en varios de sus discos póstumos. El 26 de agosto de 1970  tuvo lugar la fiesta de inauguración. Al día siguiente realizó su última grabación en el estudio, el tema «Slow Blues», tras lo cual tomó un vuelo al Reino Unido para participar en el festival de la isla de Wight, de donde nunca regresaría.
Tras la muerte de Hendrix en Londres, el 18 de septiembre de 1970, los estudios continuaron funcionando y acogieron innumerables grabaciones de importantes artistas que encontraron en el lugar la inspiración que el guitarrista anduvo buscando. El grupo Kiss tuvo predilección por los estudios, Stevie Wonder grabó Talking Book allí, Led Zeppelin lo utilizó para las mezclas de Houses of the Holy y AC/DC para las de Back In Black, David Bowie grabó Young Americans, Patti Smith, Horses, Weezer, su debut epónimo, y Charly García, Clics modernos. La relevancia de los trabajos allí grabados durante las últimas cinco décadas han dado fama de legendario al local, cuya actividad continúa en la actualidad, convertido en el estudio de grabación en activo más antiguo de Nueva York.